# Go Eun-bi
Go Eun-bi (hangul: 고은비),  mer känd under artistnamnet EunB, född 23 november 1992 i Seoul, död 3 september 2014 i Suwon, var en sydkoreansk sångerska. Hon var mest känd som en av medlemmarna i tjejgruppen Ladies' Code.

## Karriär
I februari 2013 meddelade Polaris Entertainment bildandet av den nya tjejgruppen Ladies' Code med EunB som en av de fem medlemmarna. En individuell videoteaser med EunB släpptes den 27 februari 2013.
Hon debuterade med Ladies' Code den 7 mars 2013 i samband med släppet av debutsingeln "Bad Girl" och debutalbumet Code#01. Tillsammans med gruppen släppte hon singeln "Hate You" den 6 augusti 2013. Den 3 september 2013 släpptes även singeln "Pretty Pretty" följt av gruppens andra album Code#02.
Den 13 februari 2014 släpptes singeln "So Wonderful". Den 6 augusti 2014 släpptes gruppens femte singel "Kiss Kiss" som blev den sista EunB medverkade på.

## Privatliv
EunBs familj bestod av hennes mor, far och ett yngre syskon. Hon var släkt med Kim Sung-joon som varit programledare för nyheterna på TV-kanalen SBS.

## Död

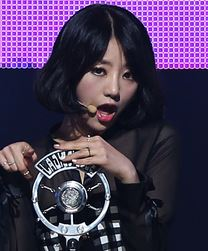
EunB i mars 2014

EunB omkom den 3 september 2014 när hon var med om en bilolycka tillsammans med resten av Ladies' Code. Hon var den enda som dog direkt av de totalt sju personerna som befann sig i fordonet, men den 7 september 2014 avled även sångerskan RiSe på grund av sina skador. Olycksplatsen där EunB omkom var i närheten av Singal Intersection på Yeongdong Expressway i Suwon, i färdriktning mot Incheon. Brandkåren bekräftade att EunB var en av tre gruppmedlemmar medvetslösa inne i fordonet när de anlände till platsen, och hon var redan död vid ankomst till sjukhus.
Ett stort antal kända artister från olika k-popgrupper och andra kändisar lämnade sina kondoleanser på sociala medier efter EunBs bortgång. En minnesceremoni hölls samma dag för EunB på Korea University Anam Hospital och familj, vänner, kändisar och fans var närvarande. EunBs begravningsceremoni hölls den 5 september med familj, vänner och anställda vid Polaris Entertainment. Efter EunBs bortgång blev Ladies' Codes låt "I'm Fine Thank You" etta på flera nationella musiktopplistor, vilket hade varit en av EunBs drömmar som nu k-popfans uppfyllde för att visa sitt stöd. EunB blev också ihågkommen med minnesvideor och hyllningar från vinnande artister under följande veckans musikprogram som M! Countdown, Show Champion och Show! Music Core.
Den 21 oktober 2014 hölls en ceremoni för EunB vid Sky Castle Memorial Park som representerade 49 dagar sedan hennes död, en tradition inom koreansk kultur. Den 22 augusti 2015 hölls en minneskonsert i Japan för att hedra både EunB och RiSe. Ashley, Sojung och Zuny deltog alla i konserten som hölls i Shinagawa Stellar Ball i Tokyo tillsammans med andra artister från gruppens skivbolag Polaris Entertainment. De tre kvarvarande medlemmarna i Ladies' Code framförde en ny singel med titeln "I'll Smile Even If It Hurts", en låt som är tillägnad åt EunB och RiSe. På ettårsdagen sedan EunBs bortgång släpptes en nyinspelning av "I'm Fine Thank You" framförd av artister från Ladies' Codes skivbolag Polaris Entertainment.

## Diskografi

### Album
| Albuminformation                                 | Topplacering          |
| Albuminformation                                 | Sydkorea (Gaon Chart) |
| ------------------------------------------------ | --------------------- |
| CODE#01 (EP-skiva) - Släppt: 7 mars 2013         | 11                    |
| CODE#02 (EP-skiva) - Släppt: 6 september 2013    | 14                    |
| Kiss Kiss (Singelalbum) - Släppt: 7 augusti 2014 | 4                     |

### Singlar
| År   | Titel                | Topplacering          |
| År   | Titel                | Sydkorea (Gaon Chart) |
| ---- | -------------------- | --------------------- |
| 2013 | "Bad Girl"           | 34                    |
| 2013 | "Hate You"           | 13                    |
| 2013 | "Pretty Pretty"      | 16                    |
| 2014 | "So Wonderful"       | 14                    |
| 2014 | "Kiss Kiss"          | 50                    |
| 2014 | "I'm Fine Thank You" | 3                     |